# Teateråret 1999

## Händelser

### Mars
- 11 mars – I Sverige beslutar kammaråklagare att det inte blir åtal för hets mot folkgrupp i Lars Noréns "7:3".[1]

## Priser och utmärkelser
- O'Neill-stipendiet tilldelas Keve Hjelm
- Thaliapriset tilldelas Anna Pettersson
- Svenska Akademiens teaterpris tilldelas Lena Endre
- Cullbergstipendiet tilldelas Lena Josefsson

### Guldmasken
| Kvinnlig huvudroll:             | Petra Nielsen        | Chicago            |
| Manlig huvudroll:               | Richard Carlsohn     | Kungen Och Jag     |
| Kvinnlig biroll:                | Anki Albertsson      | Chicago            |
| Manlig biroll:                  | Sven Åke Gustavsson  | Chicago            |
| Kvinnlig huvudroll i talpjäs:   | Suzanne Reuter       | Svensson, Svensson |
| Manlig huvudroll i talpjäs:     | Sven Melander        | Kuta Och Kör       |
| Kvinnlig biroll i talpjäs:      | Gerd Hegnell         | Svensson, Svensson |
| Manlig biroll i talpjäs:        | Ingvar Andersson     | Kuta Och Kör       |
| Regi:                           | TJ Rizzo             | Kungen Och Jag     |
| Koreografi:                     | Gary Chryst          | Chicago            |
| Scenografi:                     | Håkan Nyhlén         | Kungen Och Jag     |
| Kostym:                         | Marianne Lunderqvist | Kungen Och Jag     |
| Barn- och Familjeföreställning: | (Kategorin finns ej) |                    |
| Föreställning:                  | (Kategorin finns ej) |                    |
| Bäste artist:                   | (Kategorin finns ej) |                    |
| Teaterchefernas pris:           | (Kategorin finns ej) |                    |
| Juryns specialpris:             | Eva Rydberg          | Fars Lilla Tös     |
| Privatteatrarnas pris:          | Hasse Alfredson      |                    |

## Årets uppsättningar

### Januari
- 16 januari – Nils Gredebys Besvärliga människor, i regi av Suzanne Osten , börjar spelas av Unga Klara på Stockholms stadsteater.[1]
- 30 januari – Emilie Zolas Théres Raquin, i regi av Sissela Lindblom, börjar spelas på Boulevardteatern i Stockholm.[1]

### Februari
- 4 februari – Kristina Lugns Titta en älg börjar spelas på Brunnsgatan fyra i Stockholm.[1].
- 6 februari – Lars Noréns Sju tre börjar spelas på Riksteatern i Umeå.[1]

### Mars
- 27 mars – Henning Mankells Och sanden ropar, i regi av Peter Oskarsson, börjar spelas på Orionteatern i Stockholm.[1]

### April
- 6 – Abba-musikalen Mamma Mia! har premiär i London. [2]

### Okänt datum
- Mikael Wiehes debutmusikal Kejsarinnan i regi av Niklas Hjulström och med text av Leif Janzon spelades på FolkTeatern i Göteborg
- Staffan Göthes pjäs Ett lysande elände har urpremiär
- Rasmus på luffen i Gunnebo sommarspel
- Horisonten är här av Mats Kjelbye och i regi av Alexander Öberg och Malin Stenberg på Teater Bhopa i Göteborg